# Гёльхайм
Гёльхайм (нем. Göllheim) — община в Германии, в земле Рейнланд-Пфальц. 
Входит в состав района Доннерсберг. Подчиняется управлению Гёльхайм.  Население составляет 3723 человека (на 31 декабря 2010 года). Занимает площадь 18,02 км².

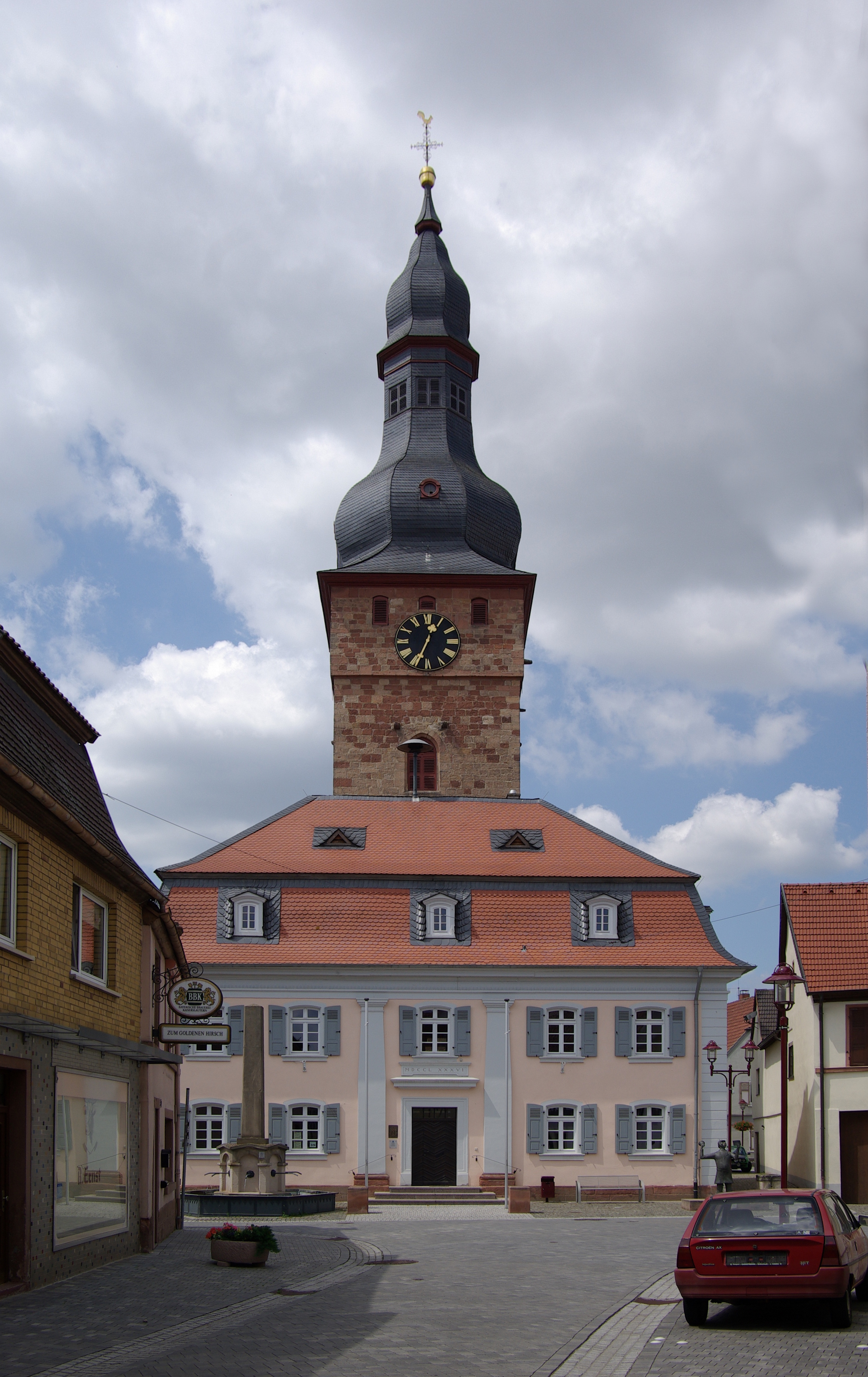
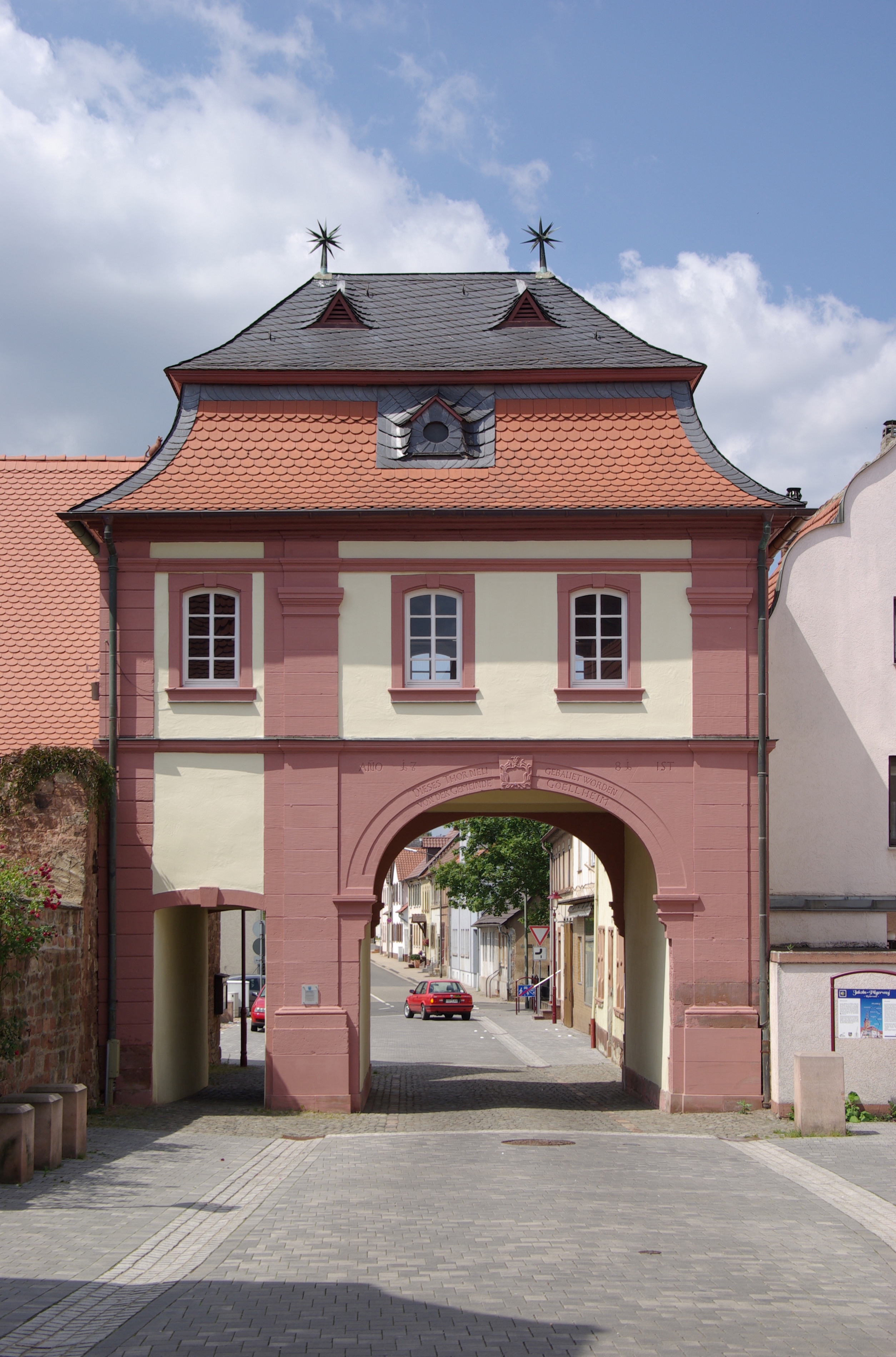
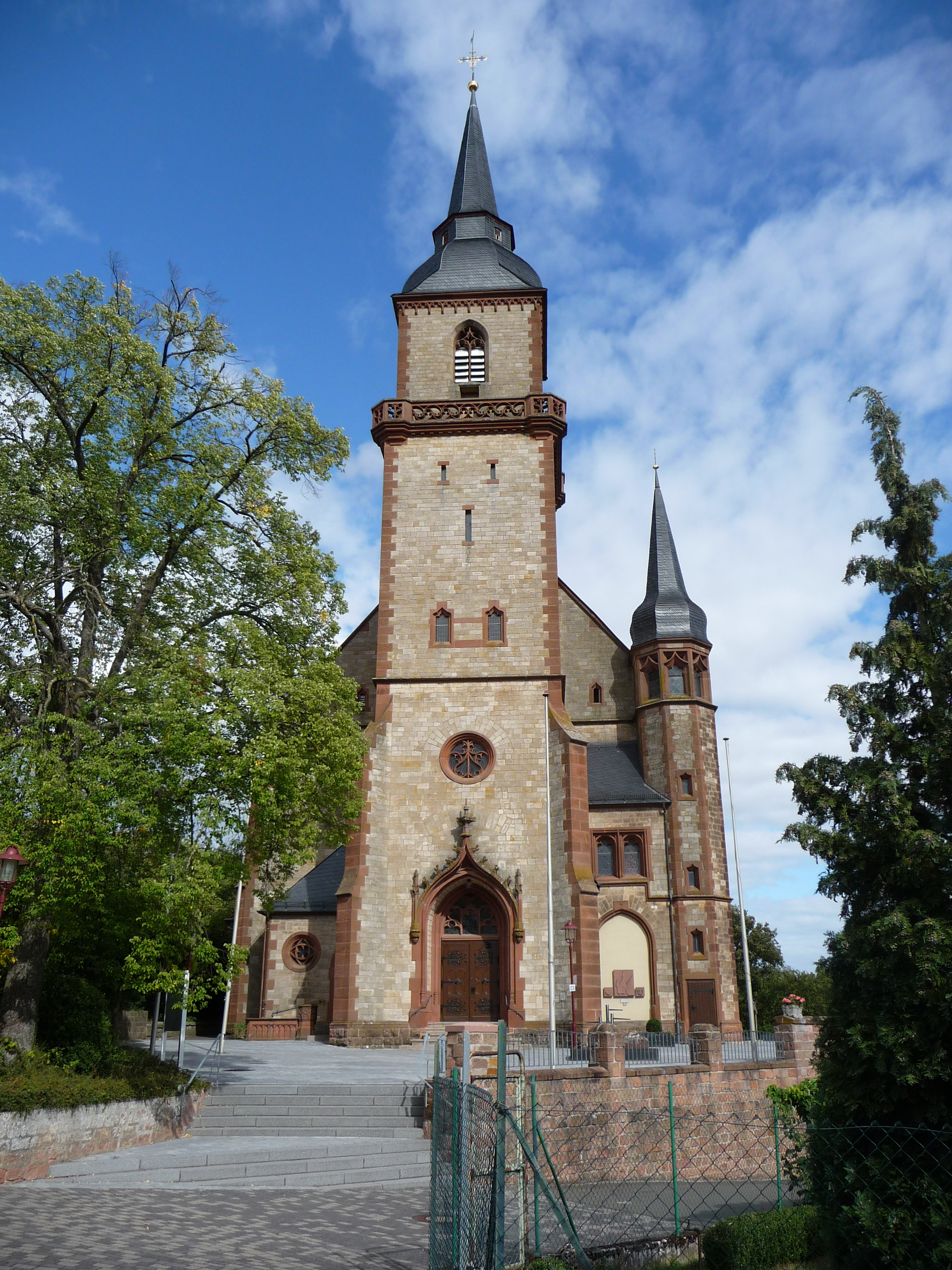
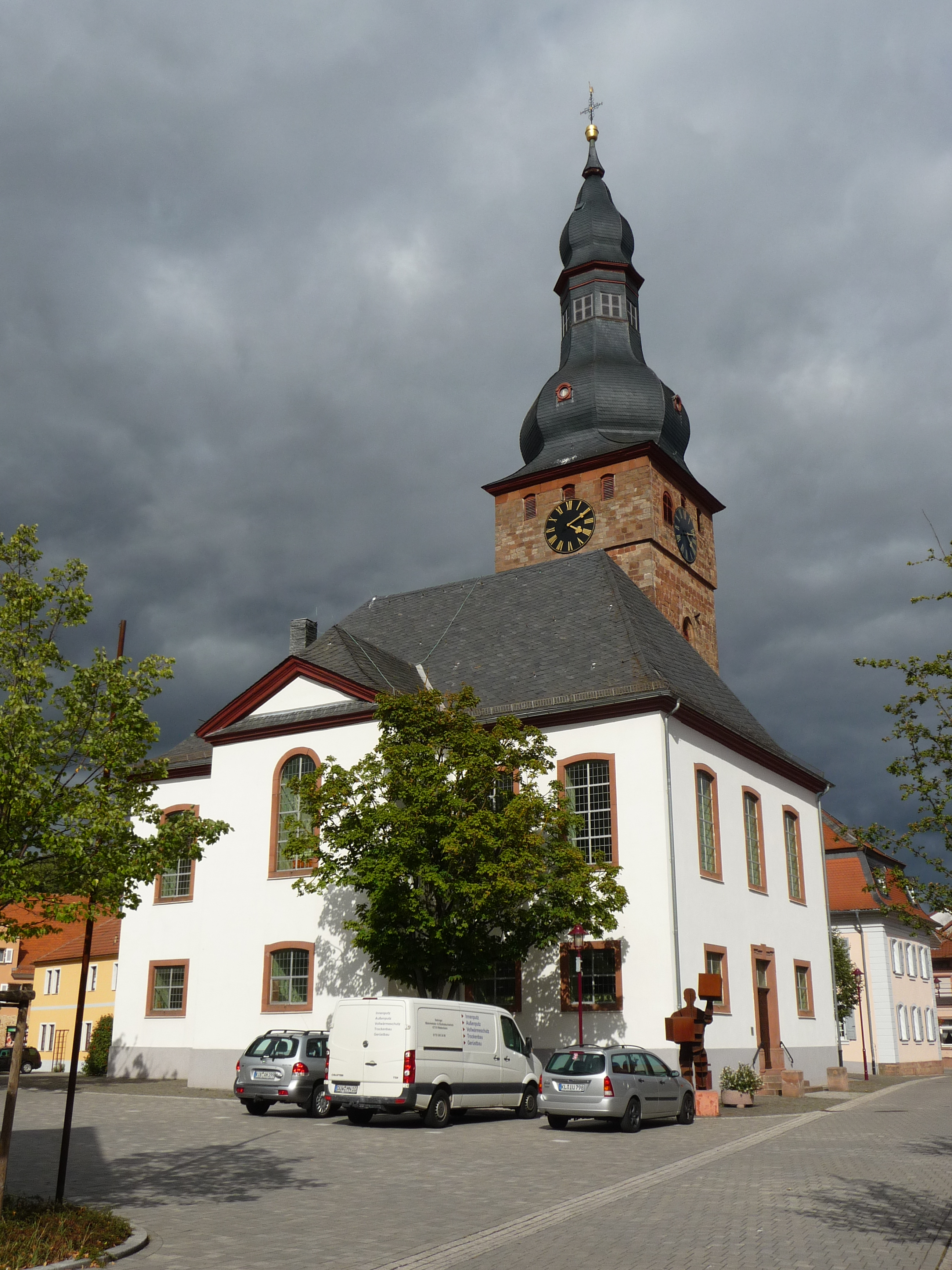

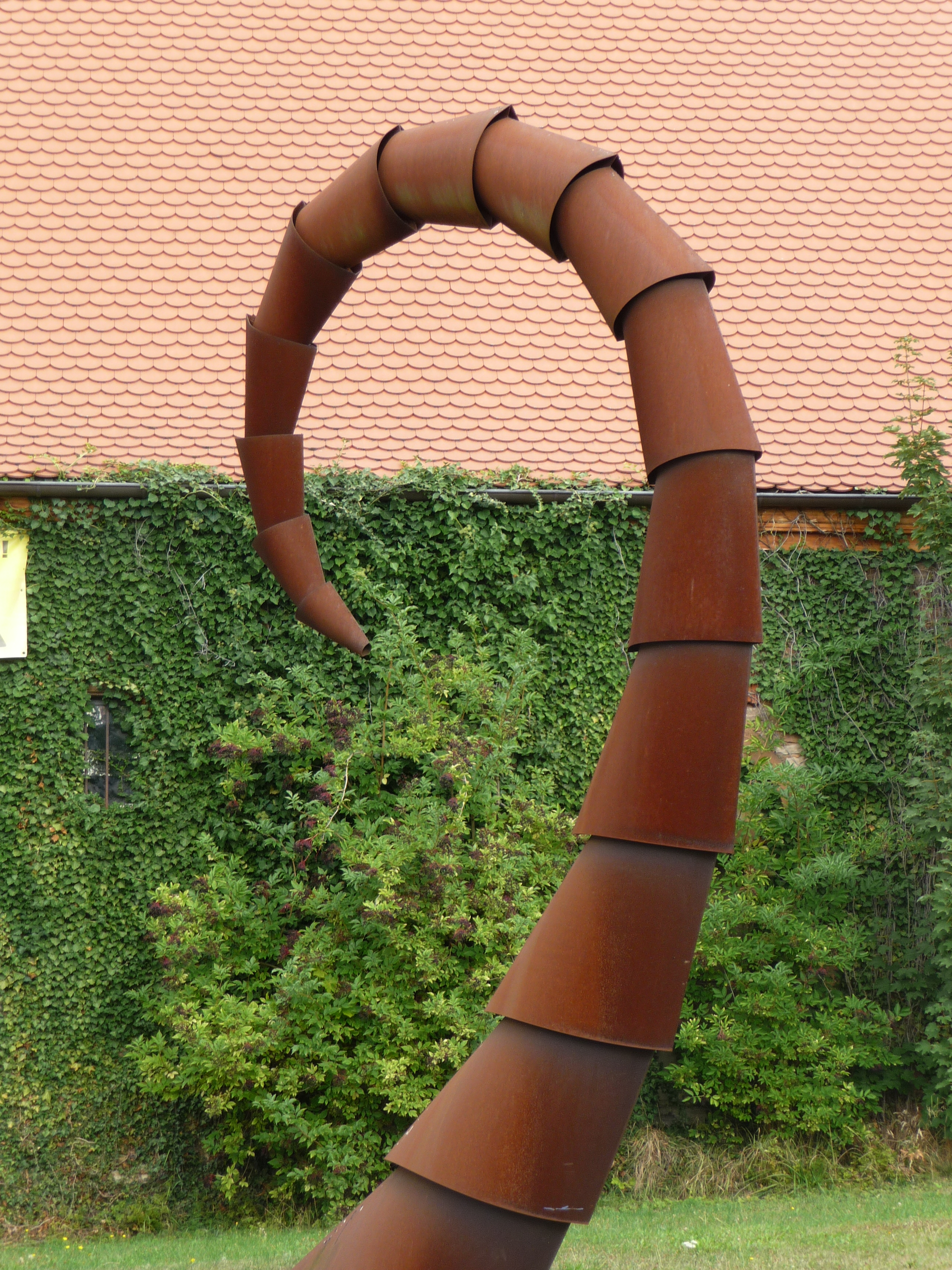
„Sproß“
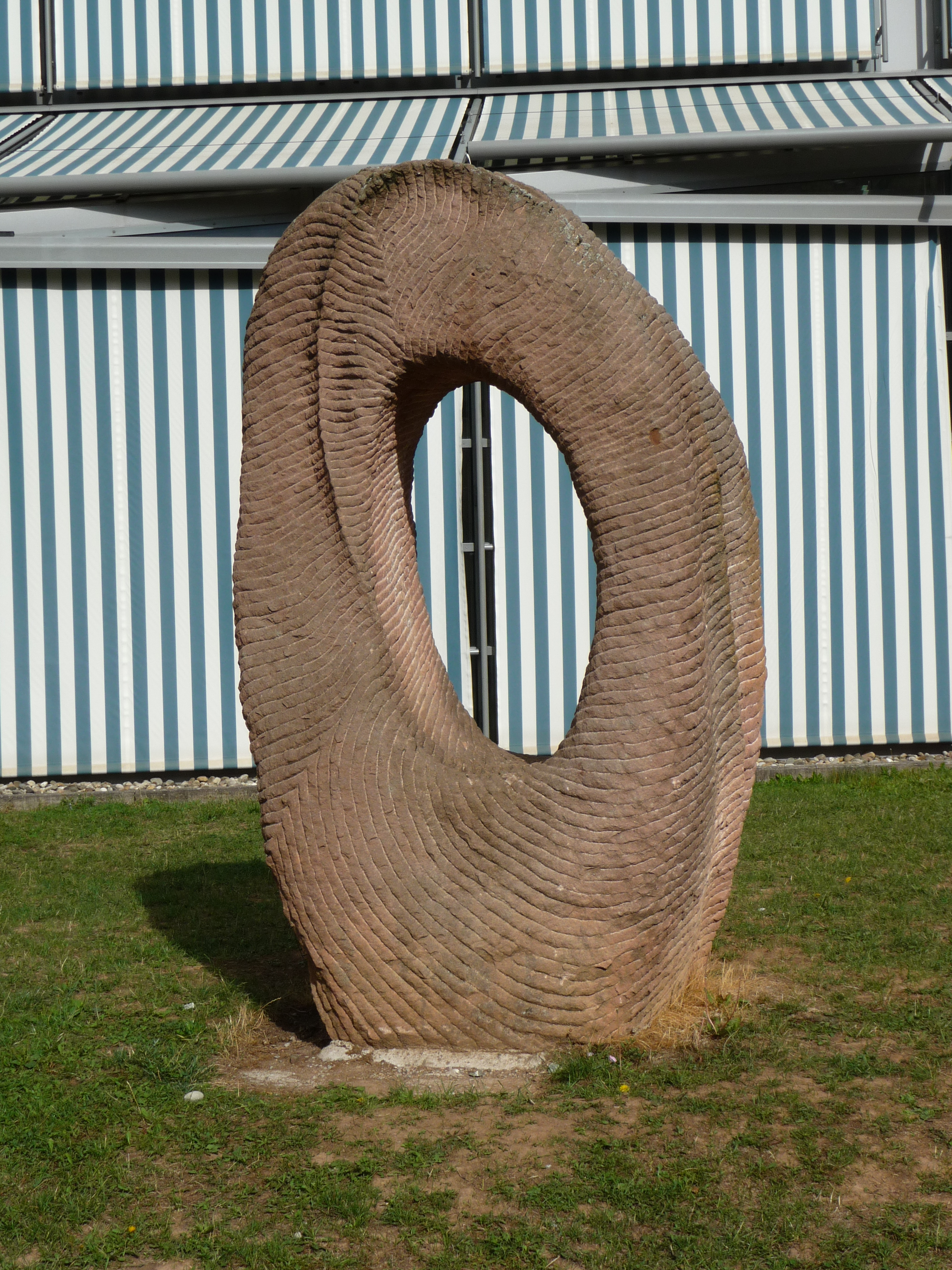
„Aufbruch“
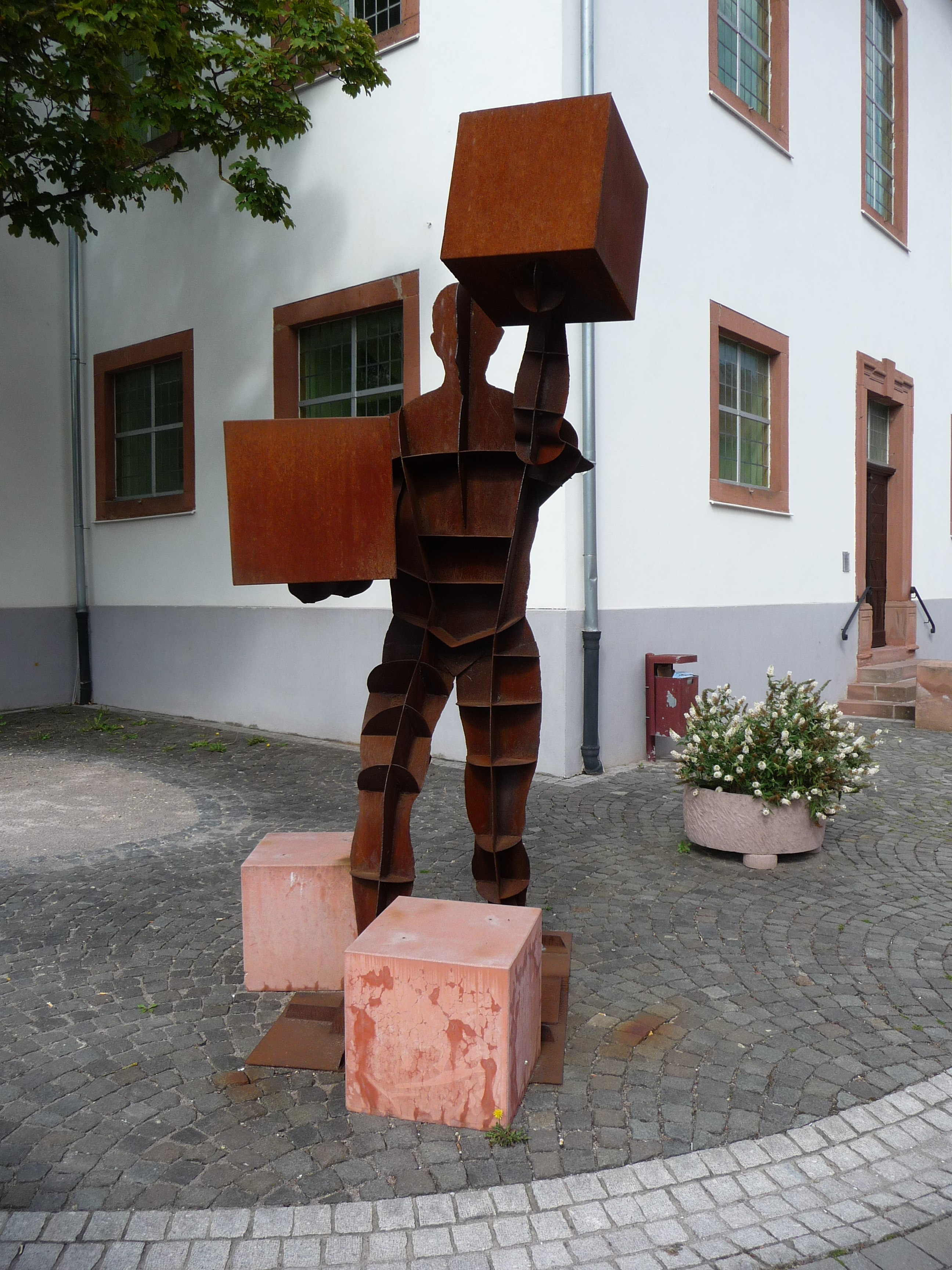
„Jongleur“
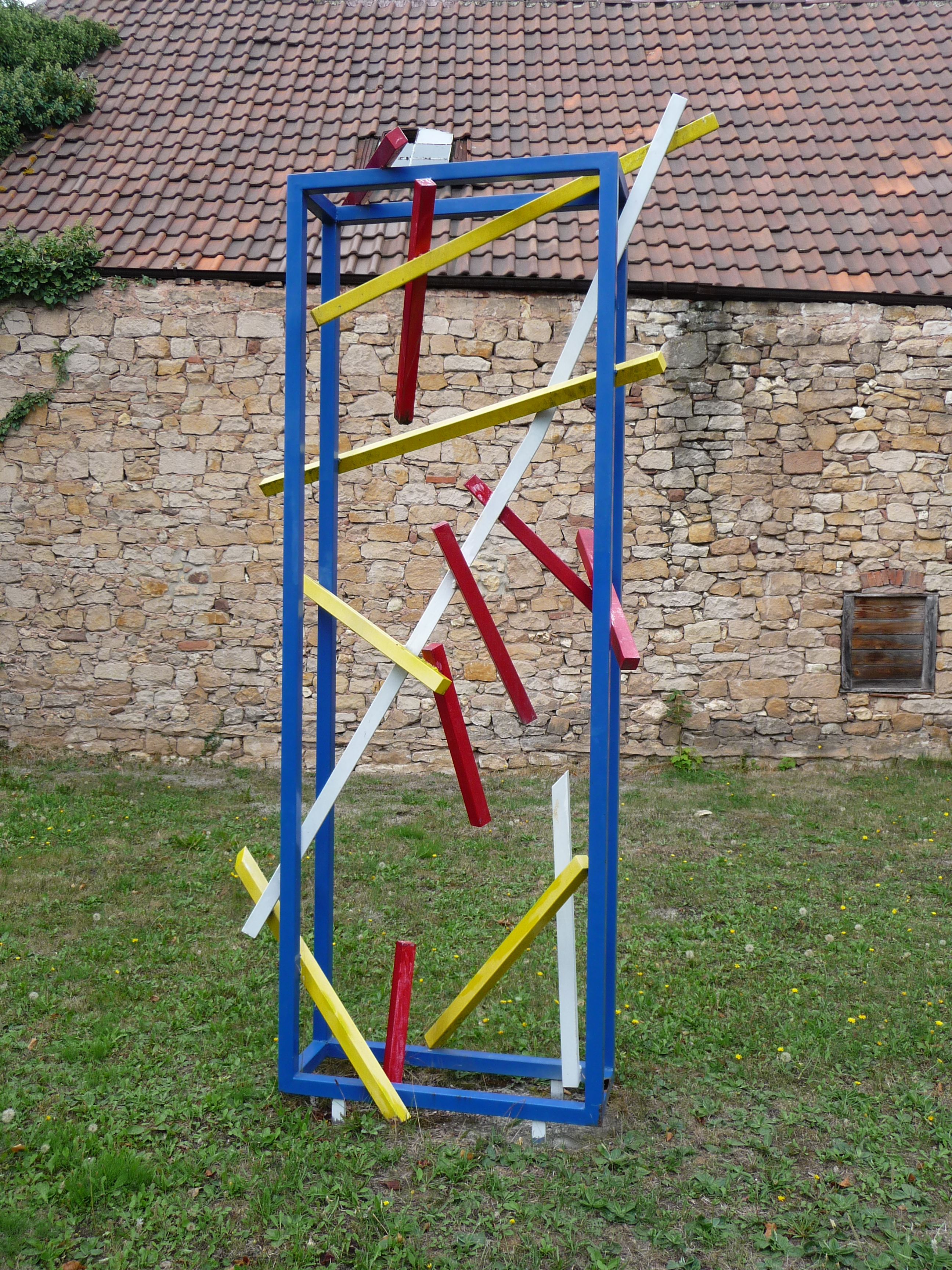
„Roter Rahmen“